# John Salley
John Salley, né le 16 mai 1964 à Brooklyn, New York (États-Unis), est un acteur, producteur et joueur américain de basket-ball.

## Biographie

### Le joueur
Durant sa carrière de joueur, il était connu comme un excellent spécialiste de la défense, et fut le premier joueur de l'histoire à remporter un titre NBA avec trois clubs différents : les Pistons de Détroit en 1989 et 1990 avec Isiah Thomas, Joe Dumars, Bill Laimbeer et Dennis Rodman, qu'il retrouvera pour être à nouveau champion avec les Bulls de Chicago en 1996 en compagnie de Michael Jordan et Scottie Pippen, et les Lakers de Los Angeles en 2001 avec Shaquille O'Neal et Kobe Bryant. Record qu'il partage depuis Robert Horry avec qui il a d'ailleurs remporté son dernier titre ainsi que Danny Green et Lebron James, champions NBA 2000 avec les Los Angeles Lakers. Il a également joué les Finales NBA en 1988 perdues contre les Lakers de Los Angeles.

### La reconversion
Avant même de raccrocher les baskets, Salley a entamé une seconde carrière d'acteur et de présentateur de télévision : il est ainsi l'un des animateurs vedettes de l'émission The Best Damn Sports Show Period sur Fox Sports Net.
Il arrive troisième à la deuxième saison américaine de I'm a Celebrity... Get Me Out of Here ! en 2009.

## Filmographie

### Comme acteur
- 1995 : Bad Boys : Fletcher, the Hacker
- 1996 : Eddie : Nate Wilson
- 1998 : I Can't Believe You Said That (série télévisée) : Host
- 2000 : Le Plus beau cadeau de Noël (The Ultimate Christmas Present) (TV) : Crumpet
- 2002 : Book of Love : The Wizard
- 2003 : Bad Boys 2 : Fletcher
- 2004 : Coast to Coast (TV) : Clifford Wordsworth
- 2004 : Come to Papa (série télévisée) : Mailman
- 2004 : Naughty or Nice (TV)
- 2005 : Séduction criminelle (Ladies night) (TV) : Elroy
- 2005 : The Southern Sports Awards 2005 (TV)
- 2009 : Confessions d'une accro du shopping (Confessions of a Shopaholic) de P. J. Hogan : D. Freak
- 2024 : Bad Boys: Ride or Die d'Adil El Arbi et Bilall Fallah : Fletcher

### Comme producteur
- 1998 : A Fare to Remember